# Transeius proximus
Transeius proximus är en spindeldjursart som först beskrevs av Kolodochka 1991.  Transeius proximus ingår i släktet Transeius och familjen Phytoseiidae. Inga underarter finns listade i Catalogue of Life.